# یانکی
اصطلاح «یانکی» یا یانک دارای معانی گوناگونی است که به هم ارتباط داشته و همه اشاره به مردم ایالات متحده آمریکا دارند:
- در بیرون از آمریکا، واژه «یانکی» به‌طور غیررسمی برای اشاره به افراد آمریکایی، از جمله جنوبی‌ها و اقلیت‌ها استفاده می‌شود.
- در درونِ آمریکا و در میان غیرجنوبی‌ها، این واژه معمولاً اشاره به مردمی دارد که دارای پیوندهای فرهنگی با ایالت‌های نیو انگلند آمریکا هستند. از جمله انگلو آمریکایی‌ها که اعقاب مهاجران استعماری انگلستان هستند. لهجه ایالت‌های نیو انگلند آمریکا «یانکی» یا «لهجه یانکی» نامیده می‌شود.
- در میان انگلو امریکایی‌های جنوبی واژه «یانکی» به شمالی‌ها و به ویژه شمالی‌های سفیدپوست اشاره دارد. به‌نظر می‌رسد این واژه بیش از اینکه معنای جغرافیایی داشته باشد دارای بار معناییِ فرهنگی است؛ مثلاً یک فرد ساکن حومهٔ کالیفرنیای جنوبی می‌تواند یانکی‌پذیریِ بیشتری نسبت به یک کشاورزِ روستایی ایندیانایی داشته باشد. در گفتارهای غیررسمیِ انگلیسی بریتانیایی واژه «یانک» خصوصاً در میان بریتون‌ها و استرالیایی‌ها عمومیت دارد و گاهی حامل لایه‌هایی از تحقیر می‌باشد.

## ریشه و تاریخچهٔ واژه

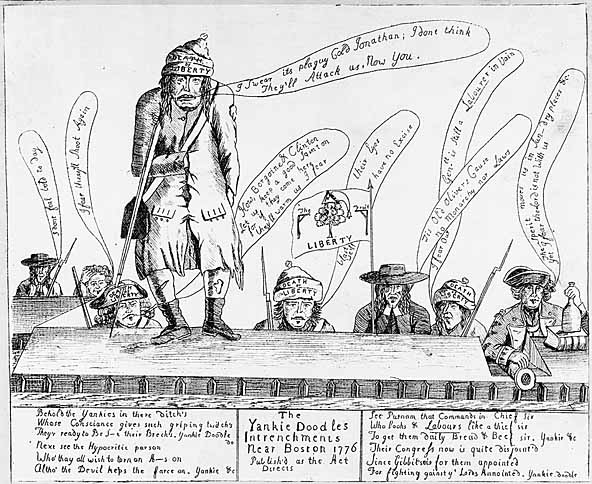

منشأ این واژه نامعلوم است. اولین استفاده ثبت شده از این واژه در سال ۱۷۵۸ توسط ژنرال بریتانیایی جیمز ولف بوده‌است. وی سربازان نیوانگلندیِ تحت فرماندهی خود را به عنوان یانکی‌ها یاد کرده‌است. استفاده‌های بعدی بریتانیایی‌ها از این واژه اغلب موهن بوده و به عنوان نمونه یک کاریکاتور در سال ۱۷۷۵ در تمسخر سربازانِ «یانکی» منتشر گردید. اهالی نیوانگلند این واژه را در مفهوم خنثی بکار گرفته‌اند.

### موارد کلیدی

#### کاربرد اعتراضی
در بسیاری از کشورها از جمله آمریکای لاتین، کانادا وآسیا، در سال‌های مبانی دههٔ ۷۰ تا اوایل دههٔ ۹۰ میلادی، جملهٔ یانکی به خانه برگرد (به انگلیسی: Yankee go home) شعار پایه‌ای جنبش‌های ضدجنگ و مخالف آمریکا بود.
ایرانیان در سال ۱۳۳۲، در کشاکشِ رخدادهای مربوط به ملی‌شدن صنعت نفت و پیش از وقوع کودتای ۲۸ مرداد از این شعار در تظاهراتِ خود مقابل سفارت آمریکا استفاده کردند.

#### در کانادایی
نخستین بار اصطلاح در بیرونِ ایالات متحده برای شخصیتِ «سم اسلیک، ساعت‌سازِ یانکی» درونِ متنِ ستون روزنامه‌ای در هالیفاکسِ نوا اسکوشیا در سال ۱۸۳۵ به کار رفت. این شخصیت یک آمریکاییِ ساده‌زبان و نمونه‌ای نوا اسکوشیایی‌ است که آداب زشت و غرور او مظهر صفاتی بودند که خالق او از آنان متنفر بود. این شخصیت را توماس چندلر هالیبرتون آفرید و بین سال‌های ۱۸۳۶ و ۱۸۴۴ در یک سری انتشارات، رشد کرد.

#### یانکیِ کودَن(Damn)
تاریخچه استفادهٔ یانکی کودن به سال ۱۸۱۳ برمی گردد. کنفدراسیون‌ها آن را به عنوان یک اصطلاح تحقیرآمیز برای دشمنانِ شمالی خود در طول و پس از جنگ داخلی آمریکا (۱۸۶۱-۱۸۶۵) رایج کردند. بروس ساندلون، فرماندار احتمالی رود آیلند، در جنگ جهانی دوم خلبان بوده است، و او بمب افکن B-17F خود را یانکی کودن نامید، زیرا خدمه‌ای از کارولینای شمالی به او این لقب را داده بودند.

#### یانکیِ خنگ
آهنگِ Yankee Doodle در طول جنگ انقلاب آمریکا (۱۷۷۵-۱۷۸۳) تاثیر فراگیری بر به‌کارگیریِ واژه‌ی یانکی گذاشت. این آهنگ در میان سربازان بریتانیایی در طول جنگ‌های فرانسه و هند یا جنگِ هفت ساله به وجود آمد و کلیشه‌ای از «ساده‌لوحِ یانکی» ایجاد کرد که «پری را در کلاه خود فرو کرده بود و فکر می‌کرد که باکلاس است». اما میهن‌پرستانِ آمریکایی پس از نبردهای لکسینگتون و کنکورد این آهنگ را مصادره به مطلوب کردند. امروزه این آهنگ، سرودِ رسمی ایالت کنتیکت است.